# Język niderlandzki
Język niderlandzki (niderl. het Nederlands), język holenderski, język flamandzki – język indoeuropejski z gałęzi zachodniej w ramach języków germańskich. Dla 25 mln ludzi jest językiem ojczystym (pierwszym), a dla kolejnych 5 mln drugim językiem. Większość użytkowników tego języka mieszka na zachodzie Europy. Niderlandzki objęty jest oficjalnym statusem języka urzędowego:
- w Holandii,
- w Belgii (w Regionie Flamandzkim i Regionie Stołecznym Brukseli)[2],
- w Surinamie,
- na dawnych Antylach Holenderskich, czyli Bonaire, Curaçao, Sabie, Sint Eustatius, Sint Maarten i Arubie.

Niderlandzki jest blisko spokrewniony z językiem niemieckim i angielskim. Języki o mniejszym zasięgu, które są blisko powiązane z niderlandzkim, to:
- afrikaans (do 1925 uważany za lokalną odmianę niderlandzkiego),
- fryzyjski (w mniejszym stopniu, gdyż nie należy do języków dolnofrankońskich).

## Nazwa
Do lat 70. XX wieku w polskim piśmiennictwie używano nazwy „język holenderski” na określenie języka używanego w Holandii, zaś „język flamandzki” na określenie odmiany belgijskiej. Niekiedy, nieco myląco, nazwa „język holenderski” dotyczyła oficjalnego języka w obu krajach. Od lat 80., ze względu na podpisanie między oboma krajami porozumienia dotyczącego unii językowej (Nederlandse Taalunie) w zakresie regulacji wspólnego języka standardowego, w polskich publikacjach stosuje się raczej nazwę „język niderlandzki” (flamandzki + holenderski = niderlandzki). Mimo podpisanego porozumienia standardy językowe używane w obu krajach nadal wykazują pewne różnice, zarówno na płaszczyźnie gramatycznej, jak też słownikowej.
PWN nadal (2010) publikuje podręczniki i rozmówki języka określanego jako „flamandzki”.

## Klasyfikacja

### Klasyfikacja genetyczna
Językiem niderlandzkim posługuje się około 23 milionów ludzi, czyli więcej niż wszystkimi językami północnogermańskimi łącznie (szwedzki – 10 mln użytkowników, norweski – 5 mln, duński – 5 mln, islandzki – 310 tysięcy, farerski – 80 tysięcy).
Tak jak angielski i niemiecki, niderlandzki zalicza się do grupy języków zachodniogermańskich. Obecna forma i specyfika języka wynika z jego dolnofrankońskiego podłoża. Najsilniejsze piętno na późniejszym języku niderlandzkim odcisnęli Frankowie, germańskie plemię żyjące w delcie Renu, Mozy i Skaldy, w mniejszym stopniu inne spokrewnione z nimi plemiona – Fryzowie i Sasi, żyjący na wschód od rzeki IJssel. Dlatego dziś stopień pokrewieństwa niderlandzkiego i niemieckiego jest relatywnie wysoki.
Razem z wysoko- i dolnoniemieckim (które nie bazują na dolnofrankońskim), niderlandzki należy do gałęzi zachodniogermańskich języków kontynentalnych. Niderlandzki oraz dolnoniemiecki posiadają niektóre cechy gałęzi języków ingweońskich (anglofryzyjskich). Nie jest jednak ich typowym przedstawicielem, gdyż cechy wczesnego anglofryzyjskiego nie występują w języku standardowym, a głównie w dialekcie zachodnioflamandzkim.

### Klasyfikacja strukturalna (typologia)
- kryterium fonologiczno-fonetyczne: język średnio bogaty w fonemy (jak większość języków europejskich); o akcencie dynamicznym (ekspiratorycznym), ruchomym pod względem fonetycznym, stałym pod względem morfologicznym
- kryterium morfologiczne: język silnie izolujący; cechujący się mało rozbudowaną fleksją; niewiele form alternacyjnych
- kryterium syntaktyczne: język pozycyjny; o dominującym szyku SVO w zdaniu głównym, w zdaniu podrzędnym może występować inny szyk niż w zdaniu głównym; obowiązuje szyk V2 – odmienna forma czasownika pojawia się w zdaniu zawsze na drugim miejscu

## Występowanie
Językiem niderlandzkim posługują się głównie mieszkańcy Holandii, Belgii (Flamandzka Wspólnota Belgii) i Surinamu, a także na Arubie (część Królestwa Niderlandów), północno-wschodniej Francji oraz Niemiec (przede wszystkim zachodnie pogranicze). Od roku 1980 (za Unią Języka Niderlandzkiego) mówi się o trzech odmianach niderlandzkiego: północnoniderlandzkiej (Noord-Nederlands), belgijskiej (Belgisch-Nederlands) i surinamskiej (Surinaams-Nederlands). Wiele starych dokumentów i aktów prawnych w Południowej Afryce (jej burskich częściach) i Indonezji (wcześniej kolonia Holenderskie Indie Wschodnie) zostało sporządzonych w języku niderlandzkim, toteż ponad 10 tysięcy studentów potrafi czytać w tym języku. W 2005 niderlandzkiego nauczało 500 wykładowców na ponad 220 uniwersytetach w 40 krajach.

### Holandia
Język urzędowy, używany w szkolnictwie i administracji, nosi nazwę niderlandzkiego języka standardowego (Standaardnederlands). Oficjalnie posługuje się nim ponad 16 milionów mieszkańców Holandii (Królestwa Niderlandów). Status języka urzędowego uzyskał dopiero w 1995 roku, na mocy nowelizacji ustawy Ogólne prawo administracyjne (Algemene wet bestuursrecht). Nowelizacja taki sam status przyznała językowi fryzyjskiemu. Jak wskazują wyniki badania z 2005 roku, przeprowadzonego na zlecenie Unii Języka Niderlandzkiego, mniejszości narodowe posługują się głównie językami: tureckim (192 tys. osób), marokańskim arabskim (100 tys.), papiamento (80 tys.), indonezyjskim (45 tys.) oraz surinamskim (7 tys.). Niderlandzki określa się czasami, nie zawsze poprawnie, jako flamandzki (w Belgii), holenderski (przede wszystkim Randstad) albo dolnoniemiecki (ze względów lingwistycznych).

### Belgia
W sąsiedniej, 11-milionowej Belgii trzy języki dzielą status oficjalnego: niderlandzki (nazywany często flamandzkim), francuski oraz niemiecki. Dla około 59% mieszkańców tego kraju niderlandzki jest pierwszym językiem (francuski dla ok. 40%, niemiecki ok. 1%). Niderlandzki jest oficjalnym językiem w Regionie Flamandzkim (pierwszy język 97% mieszkańców tegoż regionu) oraz jednym z dwóch oficjalnych (wraz z francuskim) w Regionie Stołecznym Brukseli. Język ten jest pierwszym dla 16% mieszkańców stolicy.

### Surinam
W Surinamie, dawnej kolonii holenderskiej, język niderlandzki posiada status urzędowego. Kraj ten jest (od 2005) członkiem Unii Języka Niderlandzkiego. Jest to oficjalny język urzędów, parlamentu, szkół, biznesu oraz mediów w całym kraju. 46,6% mieszkańców kraju określa go jako pierwszy język. Ponad 500 słów holenderskich charakterystycznych dla Surinamu zostało zamieszczonych w najnowszej wersji (2005) „Zielonej Książeczki” (Groene Boekje), słownika języka niderlandzkiego wydawanego przez UJN.

### Aruba
Na Arubie, będącej terytorium zależnym Holandii, język niderlandzki posiada status urzędowego, wraz z papiamento.

### Antyle Holenderskie
Antyle Holenderskie to nazwa istniejącego w latach 1884–2010 holenderskiego terytorium autonomicznego, w skład którego wchodziło pięć wysp: Curaçao, Bonaire, Saba, Sint Eustatius oraz Sint Maarten. Na wyspach tych, podobnie jak na Arubie niderlandzki posiada status urzędowego, niemniej jednak większość mieszkańców posługuje się w życiu codziennym innymi językami.

## Wariantywność
Funkcję języka urzędowego w Belgii i Holandii pełni niderlandzki język standardowy (Nederlandse standaardtaal), używany przede wszystkim w dużych miastach (Amsterdam, Bruksela, Haga, Rotterdam). Standaryzację języka niderlandzkiego nadzoruje Unia Języka Niderlandzkiego, wspólna dla Belgii, Holandii i Surinamu (od roku 2004). Można wyróżnić wiele wariantów języka ogólnego i dialektów terytorialnych, niegdyś uznawanych za odrębne języki: brabancki (Brabants), flamandzki (Vlaams), holenderski (Hollands), limburski (Limburgs) itp. Za jeden z wariantów niderlandzkiego wielu językoznawców uznaje także afrikaans. Na bazie niderlandzkiego powstało także kilka języków kreolskich, które nigdy nie wykształciły bogatej literatury, jak Javindo, Petjo, Negerhollands, Jersey Dutch i Mohawk Dutch.

## Historia
Język niderlandzki wyodrębnił się z dialektów dolnofrankońskich języka dolnoniemieckiego około VII/VIII w. Jego najstarsze pisemne zabytki pochodzą z IX wieku. Pierwszy tekst pisany w języku niderlandzkim pochodzi z 1100 roku.

## Afrikaans a niderlandzki
Na bazie XVII-wiecznego języka niderlandzkiego wyodrębnił się język afrikaans, będący jednym z języków urzędowych w Republice Południowej Afryki. Łączy on elementy niderlandzkie z naleciałościami portugalskimi, germańskmi, francuskimi i angielskimi oraz wpływami miejscowych języków afrykańskich.

## Literatura niderlandzkojęzyczna
Pierwsza książka wydrukowana w języku niderlandzkim to Biblia z Delftu (1477) – tłumaczenie Pisma Świętego nie obejmujące Nowego Testamentu i Księgi Psalmów, których rękopisy krążyły w obiegu w wielu odpisach. Pierwszy pełny przekład Biblii został wydany drukiem przez Jacoba van Liesvelta w roku 1526 i był oparty na Biblii Lutra. Pierwsze katolickie wydanie Pisma Świętego to oparta na Wulgacie Biblia lowańska z 1548. W roku 1637 opublikowano przekład Statenvertaling („Tłumaczenie Stanów”), który miał znaczący wpływ na język niderlandzki (jego słownictwo stało się podstawą przyjętej formy znormalizowanego języka niderlandzkiego) a sam przekład wpływał na kulturowe zjednoczenie Niderlandów.
XVII-wieczny dramaturg Joost van den Vondel nazywany jest „niderlandzkim Szekspirem”. Za twórcę nowoczesnej prozy niderlandzkiej uznaje się Eduarda Douwesa Dekkera, który publikował pod pseudonimem Multatuli. Harry Mulisch, Gerard Reve i Willem Frederik Hermans stanowią według wielu krytyków „wielką trójkę współczesnej literatury niderlandzkiej”. Powieść Odkrycie nieba Harry’ego Mulischa została uznana w internetowym rankingu za „najlepszą książkę niderlandzką wszech czasów”. Bardzo ważną postacią jest Johan Huizinga, autor Jesieni średniowiecza. W Belgii po niderlandzku tworzyli Felix Timmermans i Hugo Claus.
Najważniejszą nagrodą literacką przyznawaną autorom tworzącym w języku niderlandzkim jest Prijs der Nederlandse Letteren.

## Porównanie z innymi językami germańskimi
| Znaczenie polskie | Angielski | Niderlandzki | Niemiecki | Szwedzki | Duński | Norweski (bokmål) | Norweski (nynorsk)          | Farerski   | Islandzki |
| ----------------- | --------- | ------------ | --------- | -------- | ------ | ----------------- | --------------------------- | ---------- | --------- |
| oko               | eye       | oog          | Auge      | öga      | øje    | øye               | auge/auga                   | eyga       | auga      |
| słyszeć           | hear      | horen        | hören     | höra     | høre   | høre              | høyre/høyra                 | hoyra      | heyra     |
| spać              | sleep     | slapen       | schlafen  | sova     | sove   | sove              | sove/sova                   | sova       | sofa      |
| statek            | ship      | schip        | Schiff    | skepp    | skib   | skip              | skip                        | skip       | skip      |
| śpiewać           | sing      | zingen       | singen    | sjunga   | synge  | synge             | syngje/syngja               | syngja     | syngja    |
| wysoki            | high      | hoog         | hoch      | hög      | høj    | høy               | høg                         | høgur/háur | hár       |
| prawy             | right     | rechts       | rechts    | höger    | højre  | høyre             | høgre                       | høgra      | hægri     |
| łódź              | boat      | boot         | Boot      | båt      | båd    | båt               | båt                         | bátur      | bátur     |
| ponad             | over      | bovenstaand  | über      | över     | over   | over              | over/yver                   | yvir       | yfir      |
| strzelać          | shoot     | schieten     | schießen  | skjuta   | skyde  | skyte             | skyte/skyta / skjote/skjota | skjóta     | skjóta    |